# Eva Alström
Eva Gertrud Cecilia Alström, född 12 mars 1938 i Stockholm, är en svensk museichef. 
Alström blev filosofie kandidat 1964 och var 1964–1966 amanuens vid Örebro läns museum, 1972–1979 antikvarie vid Hälsinglands museum, 1980–1984 förste antikvarie vid Örebro läns museum, 1984–1991 chef över Eskilstuna museer och från 1991 chef över Västmanlands läns museum. Hon har också varit sekreterare i Västmanlands fornminnesförening samt styrelseledamot i Ekomuseum Bergslagen och Industrihistoriskt Forum.
Hon gifte sig 1961 med läkaren Torgny Alström.